# Dorisa
Dorisa – rodzaj pasożytniczych pierwotniaków powodujących zachorowania zwierząt należący do protista. Rodzaj ten cechuje się występowaniem oocyst z 2 sporocystami. Z kolei każda sporocysta zawiera 8 sporozoity.
Należą tutaj następujące gatunki:
- Dorisa aethiopsaris (Chakravarty & Kar 1947)
- Dorisa arizonensis (Levine, Ivens & Kruidenier 1955)
- Dorisa bengalensis (Bandyopadhyay & Ray 1982)
- Dorisa chakravartyi Ray & Sarkar 1967 emend. Pellérdy 1974)
- Dorisa hareni (Chakravarty & Kar 1944)
- Dorisa harpia (Sinha & Das Gupta 1978)
- Dorisa hoarei (Yakimoff & Gousseeff 1935)
- Dorisa mandali (Ray & Sarkar 1967)
- Dorisa passeris (Ray & Sarkar 1967)
- Dorisa rayi (Bray 1964)
- Dorisa vagabundae (Mandal & Chakravarty 1964)